# Li Qun (artiste)
Pour les articles homonymes, voir Li Qun et li.
Li Qun ou Li Chun (chinois : 力群 ; pinyin : lì qún), né en 1912 à Lingshi dans la province du Shanxi, mort le 10 février 2012 à Pékin, est un artiste chinois, artiste peintre et graveur sur bois.
Il commence sa carrière au début des années 1930. Il entre à l'École nationale d'art de Hangzhou, dans la province du Zhejiang, en 1931. Son portrait de l'écrivain Lu Xun, réalisé en 1936 sous forme de gravure sur bois, est particulièrement célèbre. En 1940, il intègre l'académie Lu Xun à Yan'an, où il participe aux conférences sur la littérature et l'art de 1942 en présence de Mao Zedong, et dont il est le dernier survivant au moment de sa mort. Il a exercé de nombreuses fonctions officielles après 1949.

## Liste des œuvres
- Drinking, gravure sur bois, 1941[2].